# Relations entre la Chine et la France
Les relations franco-chinoises (chinois traditionnel : 中法關係 ; chinois simplifié : 中法关系) se réfèrent aux relations internationales entre la Chine et la France.

## Histoire

### Contacts pré-modernes
La connaissance de la Chine, remonte aux Grecs et aux Romains qui la nommaient Sinae, This, ou Sères chez les géographes Ératosthène et qui correspond à la Chine Méridionale, ou peuplés pour Ptolémée des Séres, le peuple de la Soie comme le nomme aussi Pline ou Virgile. Ce peuple est décrit comme : « Les Sères vivent à côté de l'Inde, à l'extrémité orientale du monde; ils recueillent la soie sur leurs arbres porte-laine. C'est un peuple juste et pacifique qui coule des jours heureux dans un pays de délices. ». Une ambassade des Sères auraient été reçu par l'empereur Auguste. C'est donc au travers les échanges de la route de la soie, soie dont les Romains étaient très demandeurs que se créent les connaissances et l'image d'une Chine, pays heureux de l'Extrême-Orient. À partir du IXe siècle, la Chine est connue comme le pays de l'argile fin. 
À partir du XIIIe siècle, et les voyages diplomatiques pontificaux ou royaux de Jean de Plan Carpin en 1245, de Jean de Montecorvino, pour le pape Clement V établi en Avignon, parti à pied à la recherche des chrétiens nestoriens en 1247, d'André de Longjumeau (1249) et Guillaume de Rubrouck en 1253 auprès des empereurs mongols, enfin avec le Voyage de Marco Polo, les contacts et description du pays des Cins ou Cathay, (la désignation de la Chine) se font plus précis.
En 1588, le texte du portugais Juan Gonzalez de Mendoza est traduit en français Histoire du grand royaume de la Chine dont Michel de Montaigne s'inspire pour écrire dans ses Essais : « Royaume dont le gouvernement et les arts, sans fréquentation et sans connaissance des nôtres, surpassent nos exemples en plusieurs parties d'excellence, et dont l'histoire m’apprend combien le monde est plus ample et plus divers que ni les anciens ni nous ne pénétrons . »

### Contacts modernes
Les relations avec la Chine relèvent ensuite du commerce de la porcelaine d'abord au travers des commerçants levantins, puis à partir du XVe siècle, des Portugais et des Espagnols, porcelaine dont on trouve la trace dans les inventaires royaux français. Si la noblesse française collectionne depuis le XIVe siècle la porcelaine chinoise, les empereurs chinois eux collectionnent les émaux de Limoges. 
Dans le chapitre du traité de 1637 de Song Yingxing'(宋應星) le Tiangong Kaiwu, (天工開物) consacré à l'histoire et la technique de la porcelaine, (traduit en français par Thien-kong-khaï-Wouen 1856) , les français apparaissent relevant du « royaume des démons » dans la description des porcelaines à inscrustations qui s'inspirent des émaux cloisonnés de Limoges. Les mots émaux (Fa-long) et Français (Fo-long) sont confondus en un "Falan". 

#### Reconnaissance entre l'Empereur Kangxi et le roi Louis XIV

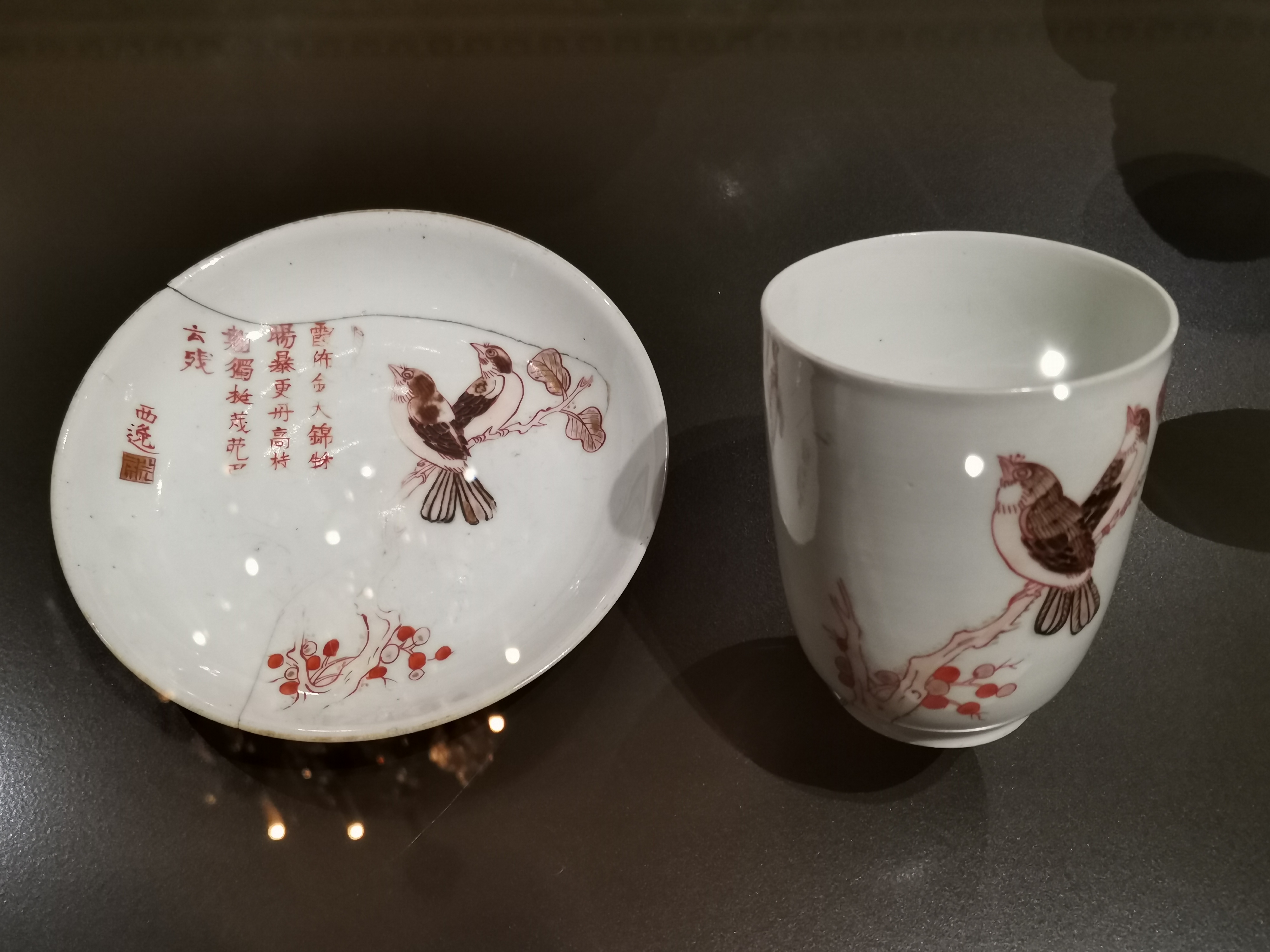
Gobelet et sa soucoupe, porcelaine de Chine, cadeau de l'empereur chinois Kien-Long au philosophe Voltaire (1768), musée Carnavalet, Paris.

Les jésuites français pressent les rois de France de les envoyer dans l'empire de Chine. Ainsi en 1685, Louis XIV envoie une délégation de 6 jésuites sous l'appellation de "mathématiciens du roi" pour établir des relations diplomatiques avec les empereurs chinois de la dynastie des Qing. La mission qui concomitamment a des projets d'évangélisation,  rencontrent alors l'empereur chinois Kangxi (alors orthographié Xangxi dans les textes) au nom du Roi Soleil et soulignent la similarité des destinées des deux princes, en effet, tous deux se prétendant les serviteurs d'un « Dieu » pour contrôler leurs régions respectives. Reconnaissant la puissance du royaume de France en Europe, l'empire de Chine est lui considéré comme le plus puissant en Asie de l'Est. En 1686, Louis XIV a reçu une ambassade du Siam pour affirmer les liens militaires avec la France, mais le roi du Siam est renversé en 1688, son successeur n'ouvrant son pays qu'aux Hollandais. L'empereur Kangxi envoie en France le Père Bouvet en tant que délégué « Délégué Impérial ». L'ambassadeur est reçu par Louis XIV qui lui remet cadeaux et portraits à présenter à la cour de Pékin. Le 2 novembre 1698, un vaisseau français L'Amphitrite accoste à Canton. Parti de La Rochelle le 16 mars 1698, avec à son bord le peintre Gherardini et des artisans miroitiers, il est reçu par les chinois comme un « vaisseau du roi, un vaisseau de tribut, qui marque la soumission du Roi de France à l'Empereur Xangxi ». En 1700, lors d'une fête à Versailles, Louis XIV apparaît vêtu de vêtements chinois, porté sur un palanquin précédé de musicien habillé « à la chinoise ». La même année Kangxi offre à Louis XIV,« une armure d'acier couverte de satin noir, des tasses de porcelaine doublées d'argent et un grand rouleau peint représentant la marche d'un général ». S'ouvre en France, une période de sinophilie, caractérisée en France par le goût du style chinois, du style rocaille propre au XVIIIe siècle. Alors qu'à Pékin les empereurs Yongzheng et Qianlong construisent le Yuan Ming Yuan en y intégrant des éléments français notamment des vitres issus de la première verrerie de Chine, le Bolichang qui a été fondée grâce à l'arrivée d'un jésuite qui « sache le secret de fabrication d'une bon émail et du verre » à la suite de la requête du supérieur Français de la compagnie de Jésus en Chine, Jean de Fontenay. En 1766, Louis XV offre à l'empereur Qianlong une des tapisseries de la série de la « Tenture chinoise » dessinée par François Boucher qui présente « le pays des délices ». En 1723, les missionnaires chrétiens, les yangguizi 洋鬼子, « démons occidentaux » sont expulsés de Chine. Cependant les jésuites ont rapporté en Europe le modèle des grandes écoles et des concours de mandarins, (du portugais mandarim, de mandar, commander). Sur ce modèle chinois Napoléon 1er crée les grands concours de fonctionnaires,.

### AuXIXesiècle
Le consulat de Canton est abandonné en 1785 et depuis 1815, la France n'a plus accès au commerce avec la Chine sans passer par les fourches caudines britanniques. En 1808, le sinologue et dernier consul de France de Guignes publie "Son voyage à Péking, Manille... entre 1784 et 1801" à Paris, un ensemble de 70 gravures d'après ses dessins. Napoléon fait publier un dictionnaire Chinois-Français-Latin en 1811, Abel-Rémusat inaugure des cours de langues et civilisation chinoise au collège de France en 1814. En 1842, un consulat est ouvert à Canton par le roi Louis-Philippe. En 1843, le sinologue Bazin aîné (1799-1862) ouvre un cours de chinois à l’École des langues orientales vivantes à Paris,  puis un premier ambassadeur est nommé en 1847 le baron Forth-Rouen en Chine. En 1856, allié aux Britanniques, le gouvernement de Napoléon III participe à la Seconde guerre de l'opium entre 1856 et 1860 au cours de laquelle le Palais d'été est détruit. Cette victoire impose les traités inégaux et ouvre la voie à la politique de colonisation de l'Asie du Sud-Est. 
La guerre franco-chinoise entre 1881 et 1885, défait les projets de Prosper Giquel et inaugure la période de l'Indochine française. Il s'ensuit la révolte des Boxers contre les colons américains, européens et japonais qui se conclut par le traité qui assure l'hégémonie occidentale sur le territoire chinois. Après la première guerre mondiale les concessions allemandes et autrichiennes sont redistribuées entre vainqueurs par le Traité de Versailles, sans accord de la république de Chine ce qui ouvre la voie à la colonisation japonaise sur le Shandong.
À Paris, pendant le XIXe siècle, se forge une image d'épinal exotique du chinois « mystérieux »  au travers du théâtre, de l'opéra-comique et du cirque alors qu'à la fin du siècle on présente des adaptations traduites du théâtre chinois classique.
A la fin du XIXe siècle, des missions scientifiques archéologiques françaises sont menées avec l'accord du gouvernement chinois en particulier liés à la découverte des Manuscrits de Dunhuang.

#### Création d'une Ambassade de la dynastie Qing en France
À Shanghai, une école de diplomates est ouverte par les Britanniques en 1862, elle va former les premiers diplomates chinois.
À partir de 1866, l'Europe et la France commencent à être visitées par les premiers voyageurs chinois dont ces diplomates qui écrivent récits et journaux de voyage où ils décrivent leurs surprises devant des mœurs qui les étonnent, nourriture, relation homme/femme, couple, relations aux parents, enfants, sexualité...
C'est à partir de 1878 qu'un premier ambassadeur de Chine, Guo Songtao (en) est nommé en France, tout étant ambassadeur en Grande-Bretagne depuis 1875.
La France apparaît alors aux chinois comme un pays de grande culture artistique défait par l'Allemagne de l'industrie d'armement de Krupp, quand la Grande-Bretagne est la grande puissance commerciale. En 1883, un guide touristique pour chinois présente le voyage en Europe comme un voyage dans un « monde à l'envers » de la Chine où la liste « des contrastes pourrait être élargie à l’infini ».
Avant 1900, 50 étudiants chinois viennent étudier en France, les sciences et le droit, parmi eux Wang Shouchang (王寿昌), auteur avec Lin Shu de la traduction, en 1899, de La Dame aux camélias d'Alexandre Dumas fils, dont le succès fut immense et révolutionna l’écriture du roman chinois. 250 étudiants arrivent entre 1900 et 1912.

### Début duXXesiècleet mise en place d'une relation diplomatique et économique entre la France et la Chine

#### La reconnaissance de la Chine
Selon les historiens l'année 1913 marque le début des relations diplomatiques et économiques entre la France et la Chine.
En 1913, le gouvernement français de la Troisième République reconnaît la république de Chine. Cet acte est effectué du côté français par les diplomates Alexandre-Robert Conty et Philippe Berthelot. 
Dès 1913 est créée la Banque industrielle de Chine (BIC) par le financier André Berthelot. C'est une banque franco-chinoise née en 1913 avec le soutien du Ministère des Affaires Étrangères français et du gouvernement républicain chinois. 

#### La création des premières institutions financières franco-chinoises
La Banque industrielle de Chine est créée  avec l'appui du Quai d'Orsay. Son bureau chinois est établi à Shanghai et son bureau européen à Paris. Cette banque visait à établir une coopération durable entre la Chine et la France, et à renforcer le poids de la Chine dans ses négociations avec ses créanciers. Elle devait faire concurrence au consortium de banques anglaises, allemandes, japonaises, russes mais aussi françaises qui contrôlait les finances de la dynastie Qing. La BIC s'inspire du modèle d'organisation anglais en Chine.
La banque connaît un franc succès au commencement, mais dès la fin des années 1910, les événements politiques en Chine (Restauration impériale chinoise de 1915-1916, époque des seigneurs de la guerre) la contraignirent à rapatrier les fonds. La montée au pouvoir du Kuomintang rendra la survie de cette banque compliquée.
Les enjeux du plan de sauvetage de la BIC sont l'occasion d'un affrontement politique violent entre la presse et les ligues d'extrême-droite favorables à Paul Doumer (qui avait des intérêts dans une banque concurrente, la Banque d'Indochine) et les journaux républicains favorables à Aristide Briand et de l'ancien sénateur républicain, André Berthelot (administrateur de la BIC).
Au niveau chinois, c'est aussi l'enjeu d'un affrontement entre les républicains chinois et les mouvements politiques liés au Kuomintang.
Selon les historiens de l'économie, c'est l'une des premières tentatives de banque de développement française portée par une double tutelle Ministère des Finances et Ministère des Affaires Étrangères.
Les fonds de la BIC ont été transférés en 1922 au sein de la Banque Franco-Chinoise pour le Commerce et l'Industrie qui est créée en 1926.

### Émigration chinoise en France
À partir de 1900, une émigration chinoise  de Wenzhou vient en France métropolitaine vivre à Paris ou Dieppe. Avec la Première Guerre mondiale, quelque 35 000 Chinois (non-combattants) viennent participer à l'effort de guerre avec les français, le triple du côté anglais.
De nombreux coolies refusent de repartir pour la Chine à la démobilisation, ils vont constituer la première vague d'émigration chinoise en France, travaillant comme marchands ambulants ou dans la maroquinerie, les soins pédicures ou la restauration.

#### Entre-deux-guerres
Sous l'impulsion de Li Shizeng, qui a étudié en France au début du XXe siècle, est mis en place le Mouvement Travail-Études en 1919. Dans les trois premières années du programme, quelque 1 500 étudiants chinois se rendent ainsi en France. Ceux-ci vont par la suite devenir des cadres du parti communiste chinois, puis du régime communiste chinois, comme Deng Xiaoping, Zhou Enlai, Chen Yi, Nie Rongzhen, Li Fuchun. Au total 4000 étudiants passeront par Montargis où se trouvent aujourd'hui un musée qui retrace cette histoire.
Lors de la mission Joffre en Extrême-Orient, du 23 février au 12 mars 1922, le maréchal Joffre et sa délégation font plusieurs escales dans les villes Shenyang, Pékin, Tianjin et Shanghai. Le but de la mission est de remercier la participation de la Chine à la guerre et d'améliorer durablement les relations sino-françaises.De nombreux artistes chinois viennent travailler à Paris comme San Yu ou Chang Shuhong à l'école des Beaux-Arts de Paris. Puis après la Seconde Guerre mondiale, il y a Zao Wou-Ki, Chu Teh Chun etc.
La sinologie française étant tournée vers l'étude archéologique et historique, ce sont les étudiants chinois en France qui traduisent vers le français la littérature chinoise moderne à partir de 1926, avènement de la réception de la littérature chinoise moderne en France. 
Des écrivains français comme Paul Claudel, qui a été 14 ans de 1895 à 1909 consul en Chine, en plus de Victor Segalen, Henri Michaux et André Malraux sont profondément marqués par une culture chinoise rêvée et imaginaire. La sinologie universitaire se fait alors plus spécialisée.
D'un point de vue diplomatique et économique, la France met en place la Banque franco-chinoise pour le commerce et l'industrie qui est créé par André Berthelot le frère du Secrétaire Général du Quai d'Orsay, Philippe Berthelot. 

#### Seconde Guerre mondiale
Pendant la seconde guerre mondiale, les forces françaises libres du général de Gaulle sont alliées au gouvernement chinois contre les forces de l'Axe. Le 18 août 1945, le gouvernement du général de Gaulle rétrocède Kouang-Tchéou-Wan et les comptoirs français au gouvernement de la république de Chine.

### Après la Seconde Guerre mondiale, renouvellement des relations diplomatiques
Dès 1958, les propos du général de Gaulle laissent entendre clairement que la France entend mener une politique indépendante, correspondant de fait à un non-alignement. À l'automne 1963, en plein conflit sino-soviétique, le pouvoir gaulliste envoie officieusement  Edgar Faure en mission d'information à Pékin. La France ré-établit un dialogue diplomatique avec la république populaire de Chine à l'initiative de de Gaulle le 27 janvier 1964,.  Geste audacieux à l'époque, cela est apprécié par les autorités chinoises et a permis un dialogue constructif. 
À la faveur de l'établissement de ces relations diplomatiques, Jean Pasqualini, un ressortissant franco-chinois prisonnier des Laogai en Chine est libéré en 1964. Il sera l'auteur de Prisonnier de Mao. Sept ans dans un camp de travail en Chine.
Les deux pays établissent des relations dans l'industrie aéronautique et de défense à partir des années 1970. La France fournissant entre autres des sonars à la marine chinoise à partir de 1974 puis des hélicoptères dont les dérivés sont toujours en service dans les années 2010.
En septembre 1973, le président français Georges Pompidou, fait un voyage en Chine, où il rencontre le président Mao Zedong, puis le premier ministre chinois, Zhou Enlai qui avait fait ses études en France. Il voyage à Datong (Grottes de Yungang), Hangzhou et Shanghai. Zhou Enlai fait un discours sur le respect mutuel des deux nations.
Après les manifestations de la place Tian'anmen en 1989 et alors que peu de portes s'ouvrent pour accueillir les fugitifs, le consul général de France Jean-Pierre Montagne participe à l'opération Yellow Bird et « décide de réagir humainement selon sa conscience, avec le soutien du gouvernement français au plus haut niveau ». De juin 1989 à février 1990, 150 dissidents pourront rejoindre Hong Kong puis se réfugieront en France. Roland Dumas, ministre français des Affaires Étrangères de l'époque, indique dans le documentaire Opération Yellow Bird que des fonds secrets du quai d'Orsay ont été débloqués afin d'assurer l'accueil des réfugiés.

### Après la guerre froide
En 1997, la France et la Chine établissent un partenariat stratégique global qui va dans le sens d'un renforcement des échanges aussi bien culturels, économiques que diplomatiques. Pour commémorer l'établissement en 1964 du dialogue diplomatique, le président chinois Hu Jintao s'est rendu en visite d’État en France en janvier 2004, année qui fut déclarée « année de la Chine en France ».
D'un point de vue économique, la France est le troisième partenaire européen de la Chine, après l'Allemagne et le Royaume-Uni. Les exportations françaises en Chine atteignent une proportion de 3,1 %[réf. nécessaire]. 
Le déficit commercial entre les deux pays en défaveur de la France s'est accru ces dernières années,. Le déficit commercial de la Chine avec l'Union européenne s'est aussi creusé de façon importante, atteignant 100 milliards d'euros sur les 8 premiers mois de 2006.
Le 26 novembre 2008, la Chine a reporté un sommet Union européenne-Chine en raison de la rencontre prévue le 6 décembre 2008 en Pologne entre Nicolas Sarkozy et le dalaï lama, entraînant des critiques du gouvernement français par le gouvernement chinois. 

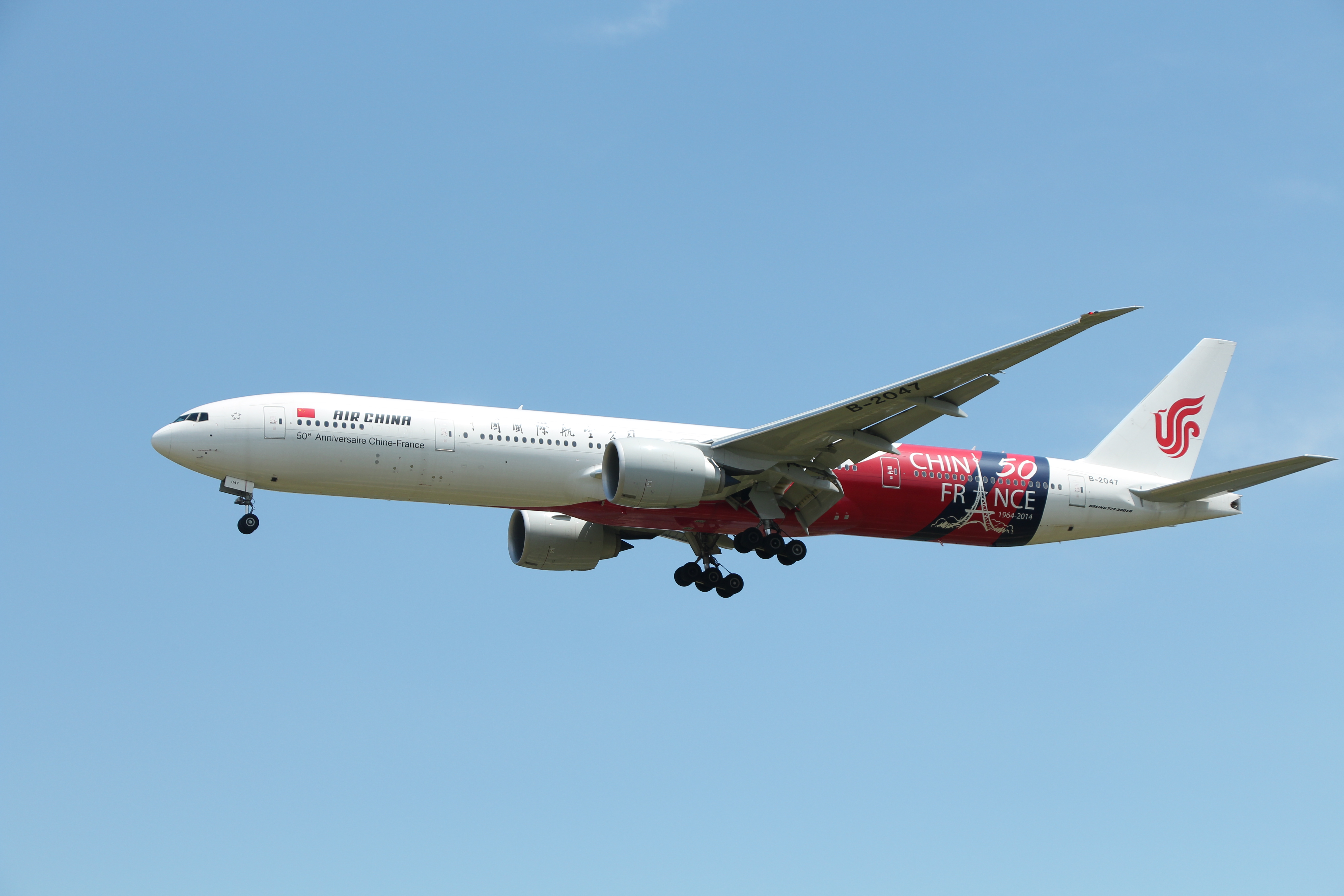
Un Boeing 777 de la compagnie Air China arborant la livrée 50e Anniversaire Chine-France.

Selon François Godement, spécialiste de la politique extérieure de la Chine basé à Sciences Po, la décision chinoise était calculée, et visait l’Europe à travers la France, l'Europe étant incapable d'adopter une attitude commune à l'égard de la question tibétaine.
À la suite de l’annulation du sommet Union européenne-Chine[réf. nécessaire], José Manuel Barroso a plaidé pour l’unité de l’Europe. Vers la même date, l’exécution par la Chine de Wo Weihan, un scientifique accusé d’espionnage, a entraîné l’indignation de la plupart des pays européens, permettant à la France de ne pas être isolée sur la question des droits de l'Homme en Chine à cette période.
François Hollande est en avril 2013 le premier chef d’État européen reçu en visite officielle par le nouveau président chinois Xi Jinping pour renouer des relations dégradées après les manifestations pro-tibétaines à Paris lors du relais de la flamme olympique 2008, alors que la France affiche un déficit commercial de 26 milliards d'euros, soit 40 % de son déficit global, et ne représente que 1,27 % du marché chinois, contre 5,33 % pour l'Allemagne.
Le 4 janvier 2018, Emmanuel Macron offre le cheval Vésuve de Brekka, appartenant jusqu'alors à la Garde républicaine, à Xi Jinping. Toujours en 2018, la France demande la fermeture des camps d'internement du Xinjiang supposés enfermer un million de musulmans ouïghours et kazakhs.
Le 25 mars 2019 un accord a été signé entre l'entreprise aérienne chinoise CASC et Airbus, lors de la visite du président chinois Xi Jinping en France. Cet accord consiste en l'achat de 290 Airbus A320 et 10 Airbus A350 XWB.  Le Palais de l'Élysée affirme une valeur de contrat avoisinant les 30 milliards d'euros. « La conclusion d'un grand contrat pour Airbus est une avancée importante et un excellent signal (...) de la force des échanges », évoque Emmanuel Macron sur la relation entre la France et la Chine. 
La visite du président chinois Xi Jinping en Italie et en France va selon Yves Carmona et Minh Pahm préfigurer le futur. La Chine est le futur grand bénéficiaire du nouvel ordre économique mondial. En 2050, la Chine sera numéro un, devant l’Inde et les États-Unis. Si la guerre n’a pas entre-temps démoli ces projections en actionnant le « piège de Thucydide » : un conflit entre la puissance montante, la Chine, et la puissance confirmée, les États-Unis. Cela fait déjà plusieurs décennies que la Chine et les États-Unis s’opposent sur trois fronts, sans déclaration de guerre. Le premier front est bien visible en mer de Chine méridionale où circule environ un tiers du trafic maritime mondial. La Chine y montre ses prétentions sur une stratégie d’exclusion de zone : travaux massifs de remblayage depuis 2014, conduisant à la création d’une série d’îlots à la place de hauts-fonds submersibles et leur équipement en pistes d’atterrissage, facilités portuaires et capacités militaires défensives et offensives,.Washington, se plaignant du profit commercial que la Chine tire de ses échanges, et veut aussi que Pékin mette fin à ses pratiques qui sont jugées déloyales : le transfert forcé de technologies, le "vol" de propriété intellectuelle, le piratage informatique, ainsi que les aides accordées aux entreprises publiques pour en faire des champions nationaux.

#### Sommet France-Chine de 2023

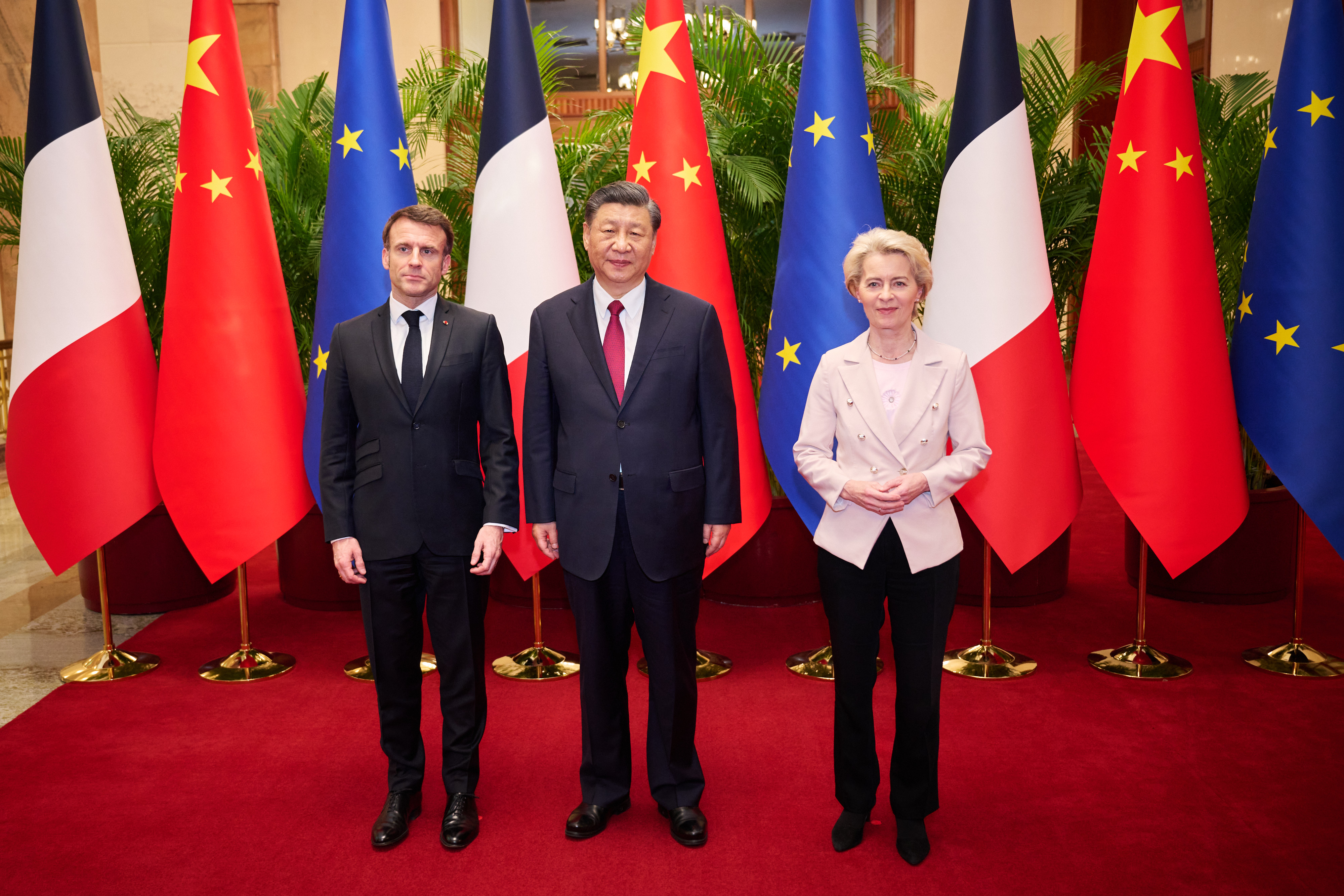
Emmanuel Macron, Xi Jinping et Ursula von der Leyen en 2023.

Le 10 mars 2023, Xi Jinping est réélu et moins d'un mois plus tard, il reçoit le président français Emmanuel Macron du 5 au 7 avril 2023, où il a notamment été question du conflit entre la Russie et l'Ukraine.
Cette rencontre entre Emmanuel Macron et Xi Jinping en avril 2023, aussi appelée « sommet France-Chine de 2023 » est la première visite d'État de Macron en Chine depuis la pandémie de COVID-19 et la troisième du Président français depuis son entrée en fonction en 2017. Il est accompagné d'une délégation de plus de 50 PDG et rencontre la communauté d'affaires française en Chine. Il a rencontre également Xi Jinping, secrétaire général du Parti communiste chinois et président de la Chine, et Ursula von der Leyen, présidente de la Commission européenne, pour aborder diverses questions, en particulier la guerre en cours en Ukraine et le rôle potentiel de la Chine en tant que médiateur entre la Russie et les puissances occidentales, en particulier atlantiques. La visite est perçue comme une tentative de « renouer » avec la Chine après trois ans de sa politique zéro-Covid et malgré la bienveillance croissante de Pékin envers la Russie dans le contexte de la guerre.
Macron s'était déjà rendu deux fois en Chine, en janvier 2018 et en novembre 2019. Lors de sa première visite, il annonce un « partenariat stratégique global » entre la France et la Chine et signe plusieurs accords sur le commerce, le changement climatique, le nucléaire et la culture. Il offre à Xi un cheval nommé Vésuve. Lors de sa deuxième visite, il assiste à la China International Import Expo à Shanghai et rencontre Xi à Pékin. Il invite également celui-ci à se rendre en France pour le 60e anniversaire des relations diplomatiques entre les deux pays en 2024. Cependant, depuis lors, les relations entre la Chine et la France, ainsi qu'entre la Chine et l'Union européenne, sont tendues par plusieurs facteurs. L'apparition de la pandémie de COVID-19 au début de l'année 2020, originaire de Chine, conduit Pékin à fermer ses frontières aux voyageurs et à imposer des mesures de quarantaine strictes aux visiteurs entrants. Cela entrave les échanges touristique et commerciaux entre la Chine et d'autres pays, dont la France. Un autre facteur est le déclenchement de la guerre en Ukraine en 2022, et le rapprochement de la Chine et de son voisin russe[réf. souhaitée].
Macron et von der Leyen soulèvent la question des droits de l'homme lors de leur visite, dans un contexte  de critiques internationales croissantes sur la répression par la Chine des minorités ethniques, des dissidents politiques et des militants de la société civile. Ils expriment leurs inquiétudes sur la situation au Xinjiang, où le gouvernement chinois détient environ un million Ouïghours et d'autres musulmans turcs dans camps d'internement, les soumet au travail forcé, à une surveillance constante et à un génocide. De la même façon, la politique chinoise concernant le Tibet est condamnée par la majorité des États et des organisations militant pour les droits de l'homme. Macron et von der Leyen exhortent également la Chine à respecter l'autonomie et les libertés de Hong Kong, où Pékin a imposé une loi sur la sécurité nationale, utilisée pour réprimer les manifestations pro-démocratie et les médias, et affermir le contrôle de la Chine sur l'ancienne colonie britannique. En outre, ils appellent à la libération de plusieurs personnalités éminentes qui ont été emprisonnées ou persécutées pour leurs activités pacifiques, telles que l'économiste ouïghour et lauréat du prix Sakharov Ilham Tohti, le magnat des médias de Hong Kong Jimmy Lai et le militant de la langue tibétaine Tashi Wangchuk.
La position de Macron et von der Leyen sur les droits de l'homme est saluée par plusieurs groupes de la société civile et organisations de défense des droits de l'homme, qui les ont incités à faire des droits de l'homme une priorité lors de leur visite. Macron « doit dénoncer fermement en privé mais aussi publiquement la répression contre les militants et défenseurs des droits de l'homme chinois, les Hongkongais, les Ouïghours et les Tibétains », a déclaré le président de la Ligue des droits de l'homme Patrick Baudouin dans un communiqué. Cependant, le gouvernement chinois rejette toute ingérence dans ses affaires intérieures et accuse les pays occidentaux d'hypocrisie. Xi déclare à Macron et von der Leyen que la Chine s'engage à protéger les droits de l'homme en fonction de ses propres conditions nationales et de son stade de développement, et que la Chine s'oppose à toute tentative de politiser ou de militariser les questions relatives aux droits de l'homme.
Au cours et en marge du sommet, Emmanuel Macron prononce plusieurs paroles qui sont critiquées, notamment au sujet de Taïwan. Ainsi, il affirme dans Les Échos : « La pire des choses serait de penser que nous devrions être suivistes et nous adapter au rythme américain et à une surréaction chinoise. ». Il défend ainsi la poursuite des relations et liens avec la Chine, malgré les accusations concernant la démocratie et les droits humains à son encontre.
De nombreuses personnalités politiques critiquent alors ce qu'il qualifient de rupture dans l'unité occidentale face à la Chine, alors que la Chine mène des exercices militaires très agressifs autour de Taïwan, dont l'unification avec la Chine est un objectif clair du président Xi, au lendemain du sommet. Pour le Wall Street Journal, Macron « affaiblit la dissuasion contre l'agression chinoise et sape le soutien américain à l'Europe ». des élus américains comme Mike Gallagher estiment les propos du président gênants et irresponsables sur le plan diplomatique et géopolitique. Un élu lituanien déclare, lui, que le président français fait preuve d'un « aveuglement géopolitique » vis-à-vis de la Chine et agit « à l'encontre des intérêts stratégiques de l'Union européenne et de l'Otan ».
Le chef des députés Les Républicains, Olivier Marleix, y voit lui un « signal donné aux Chinois », mais aussi aux Russes concernant l'Ukraine. Il regrette que le chef de l'Etat soit « allé en Chine pour plaider pour la souveraineté de l'Ukraine, chercher une aide ou une influence chinoise sur la Russie » pour « au bout du compte en réalité [sacrifier] la souveraineté de Taïwan ».
Plus généralement, Emmanuel Macron est critiqué pour la tenue de cette visite en Chine, pays pointé du doigt pour ses violations répétées des droits humains, et son absence d'expression publique sur la question, alors même qu'Ursula von der Leyen a elle prononcé un discours critique à l'égard de la Chine lors de cette même visite. L'Express rappelle d'ailleurs que la Chine est la grande gagnante de cette rencontre, qui lui permet de légitimer sa politique par des rencontres internationales de premier plan.

## Relations économiques

### Tourisme
En 2019, quelque 2 millions de touristes chinois ont dépensé près de 3,5 milliards d’euros en France. Le nombre de visiteurs baisse par la suite en raison des tarifs et des difficultés d’obtention des visas, de la baisse du nombre de liaisons aériennes, de la crise économique chinoise et des questions liées à la sécurité, les Chinois ayant été refroidis par les émeutes du début de l’été 2023 et les attentats terroristes.